# Onthophagus mopsus
Onthophagus mopsus es una especie de insecto del género Onthophagus, familia Scarabaeidae, orden Coleoptera.

## Historia
Fue descrita científicamente por Fabricius en 1792.